# Ole Riber Rasmussen
Ole Riber Rasmussen, född 28 september 1955, död 11 februari 2017, var en dansk sportskytt.
Han tävlade i olympiska spelen 1984, 1988, 1992 samt 1996. Han blev olympisk silvermedaljör i skeet vid sommarspelen 1984 i Los Angeles.